# Síndrome de desregulació de la dopamina
La síndrome de desregulació de la dopamina (DDS, de l'anglès Dopamine Dysregulation Syndrome) és una disfunció del sistema de recompensa que s'observa en algunes persones que prenen medicaments dopaminèrgics durant un període prolongat. Es caracteritza per uns patrons de comportament greument desinhibits, que condueixen a problemes com ara l'addicció a la medicació causant d'aquest efecte no desitjat, l'addicció al joc o el comportament sexual compulsiu, juntament amb una orientació general del seu comportament destinat a obtenir una gratificació immediata. Normalment es produeix en persones que pateixen malaltia de Parkinson o síndrome de les cames inquietes (SCI) que han pres medicaments agonistes de la dopamina durant un període prolongat.

## Signes i símptomes

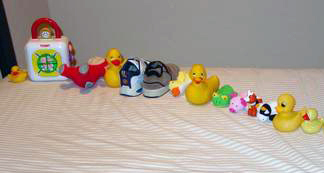
Un possible símptoma del DDS és la repetició de comportaments motors complexos com ara recollir o ordenar objectes.

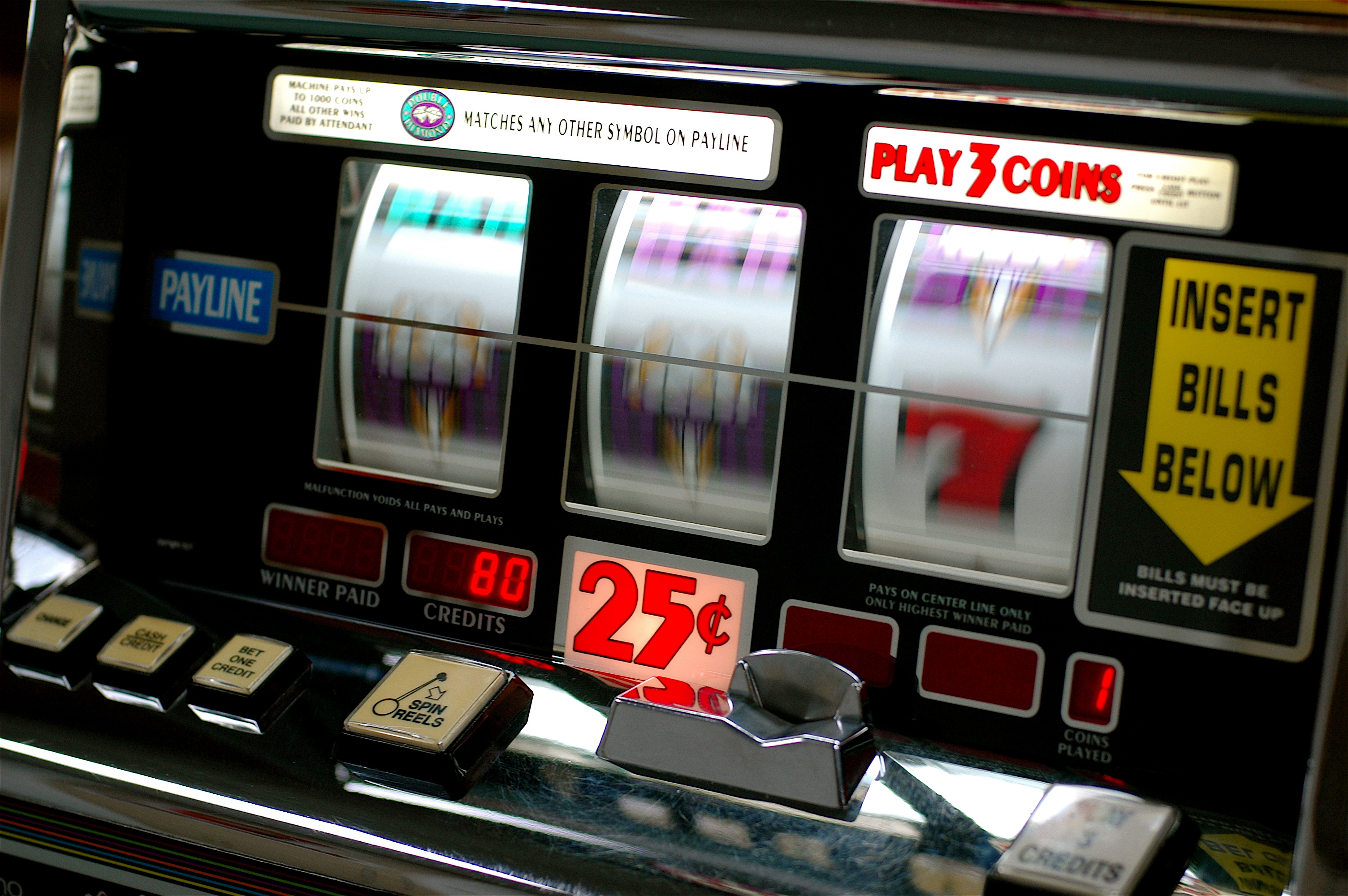
Una màquina escurabutxaques, utilitzada habitualment en casos de ludopatia.

El símptoma més comú és la necessitat imperiosa de prendre la medicació dopaminèrgica. No obstant això, independentment d'aquesta necessitat o concomitantment poden aparèixer altres símptomes del comportament. [3] Aquesta necessitat desencadena un impuls intens del subjecte per obtenir la medicació fins i tot quan no existeixen símptomes que n'aconsellin la ingesta. [3] Per satisfer aquesta necessitat, la persona s'acaba autoadministrant dosis addicionals. Quan l'administració d'aquestes dosis addicionals no és possible, el pacient pot experimentar rampells agressius o bé utilitzar estratègies com la simulació de símptomes o el suborn per a poder accedir-hi. [3]
La hipomania, que es manifesta amb sentiments d'eufòria, omnipotència o grandiositat sol aparèixer en aquells moments en què els efectes de la medicació són al seu punt àlgid; per contra, la disfòria, caracteritzada per tristesa, retard psicomotor, fatiga o apatia sol aparèixer durant la interrupció de la teràpia substitutiva de dopamina (DRT, de l'anglès Dopamine Replacement Therapy). S'han descrit diferents trastorns del control de l'impuls, com ara ludopatia, compres compulsives, trastorns de comportament alimentaris i hipersexualitat. Les alteracions de la conducta, la majoria amb tendències agressives, són la norma. La psicosi també és freqüent.

## Causes
La malaltia de Parkinson és una malaltia neurodegenerativa comuna caracteritzada per la degeneració de les neurones dopaminèrgiques de la substància negra i la pèrdua de dopamina al putamen . Tot i que es descriu com una malaltia motora, també causa símptomes cognitius i conductuals. El tractament més habitual és la teràpia substitutiva de dopamina, que consisteix en l'administració de levodopa ( L -DOPA) o de substàncies agonistes de la dopamina (per exemple, el pramipexole o el ropinirole ). És sabut que la teràpia substitutiva de dopamina millora els símptomes motors, però els seus efectes sobre els símptomes cognitius i conductuals són molt més complexos. La dopamina està relacionada amb un aprenentatge normal dels estímuls relacionats amb la conducta i la motivació, amb l'atenció i, sobretot, amb el sistema de recompensa . D'acord amb el paper de la dopamina en el processament de recompenses, les drogues addictives n'estimulen el seu l'alliberament. Tot i que el mecanisme exacte encara no s'ha dilucidat, el paper de la dopamina sobre el sistema de recompensa i les addiccions s'ha proposat com l'origen de la DDS. S'han utilitzat models d'addicció per explicar com la teràpia substitutiva de dopamina produeix DDS. Un d'aquests models d'addicció proposa que al llarg de l'ús d'una droga hi ha una habituació als efectes gratificants que produeix en les etapes inicials. Es creu que aquesta habituació està mediada per la dopamina. Amb l'administració a llarg termini de levodopa, el sistema de recompensa s'hi acostuma i en necessita quantitats més altes. A mesura que l'usuari augmenta la ingesta d'aquests fàrmacs, hi ha una pèrdua de receptors dopaminèrgics a l'estriat que actua juntament amb un deteriorament de les funcions executives per tal de provocar una millora de la sensibilització a la teràpia de dopamina. Els símptomes del comportament i de l'estat d'ànim de la síndrome són produïts per la sobredosi de dopamina.

## Diagnòstic
El diagnòstic de la síndrome és clínic ja que no hi ha proves de laboratori que el confirmin. Per al diagnòstic, una persona amb una resposta documentada a la medicació ha d'augmentar la ingesta de medicaments per sobre de la dosi necessària per tal d'alleujar els seus símptomes parkinsonians en un patró semblant al d'una addicció. També ha de presentar un trastorn de l'estat d'ànim (p. ex., depressió, ansietat o hipomania), un trastorn del comportament (p. ex., casos greus de ludopatia, compres compulsives o tendències sexuals, agressió o aïllament social) o una percepció alterada sobre l'efecte de la medicació. Existeix un qüestionari sobre els símptomes típics del DDS que pot ajudar en el procés diagnòstic.

## Prevenció
La principal mesura de prevenció és la prescripció de la dosi més baixa possible de teràpia substitutiva de dopamina a aquelles persones amb patologies de risc associades. La minimització de l'ús d'agonistes de dopamina i de formulacions de L -DOPA de curta durada també pot disminuir-ne el risc.

## Gestió
La millor mesura que es pot prendre consisteix en la reducció de la dosi dels fàrmacs dopaminèrgics. Si es manté la mínima dosi efectiva, els símptomes de la síndrome de desregulació de la dopamina disminueixen ràpidament. La interrupció de la teràpia amb agonistes de dopamina també pot ser útil. Alguns dels símptomes conductuals poden respondre a la psicoteràpia ; i el suport social és també important per tal de controlar els factors de risc . En alguns casos, els fàrmacs antipsicòtics poden ser útils en cas que aparegui psicosi, agressió, ludopatia o hipersexualitat.
Existeixen cinc casos clínics, que semblen indicar que el valproat podria tenir eficàcia clínica per controlar els símptomes del DDS induït per levodopa que apareixen degut a l'ús d'aquest medicament per al tractament de la malaltia de Parkinson .

## Epidemiologia
El DDS no és comú entre els pacients amb malaltia de Parkinson. La prevalença està al voltant del 4%. La prevalença és més alta entre els homes amb un inici precoç de la malaltia. L'abús previ de substàncies, com ara el consum excessiu d'alcohol o la ingesta de drogues, sembla ser el principal factor de risc juntament amb antecedents de trastorns de l'estat d'ànim .

## Història
La malatia de Parkinson es va descriure per primer cop el 1817; tanmateix, la L-dopa no es va introduir en la pràctica clínica fins a gairebé el 1970. En aquelles primeres investigacions ja hi havia informes que indicaven l'existència de complicacions neuropsiquiàtriques. Durant les dècades següents van aparèixer casos que presentaven símptomes de DDS relacionats amb la teràpia substitutiva de dopamina com ara la hipersexualitat, la ludopatia o la repetició de comportaments motors complexos. El DDS es va descriure per primera vegada com a síndrome l'any 2000. Tres anys més tard es van escriure els primers articles de revisió sobre la síndrome, que mostraven una sensibilització creixent de la importància del DDS. Els criteris diagnòstics es van proposar l'any 2005.